# Division bell
La division bell è la campana che nel parlamento del Regno Unito segna l'inizio di una votazione (detta division) e che richiama i membri dell'assemblea affinché vi prendano parte.

## Nel Regno Unito

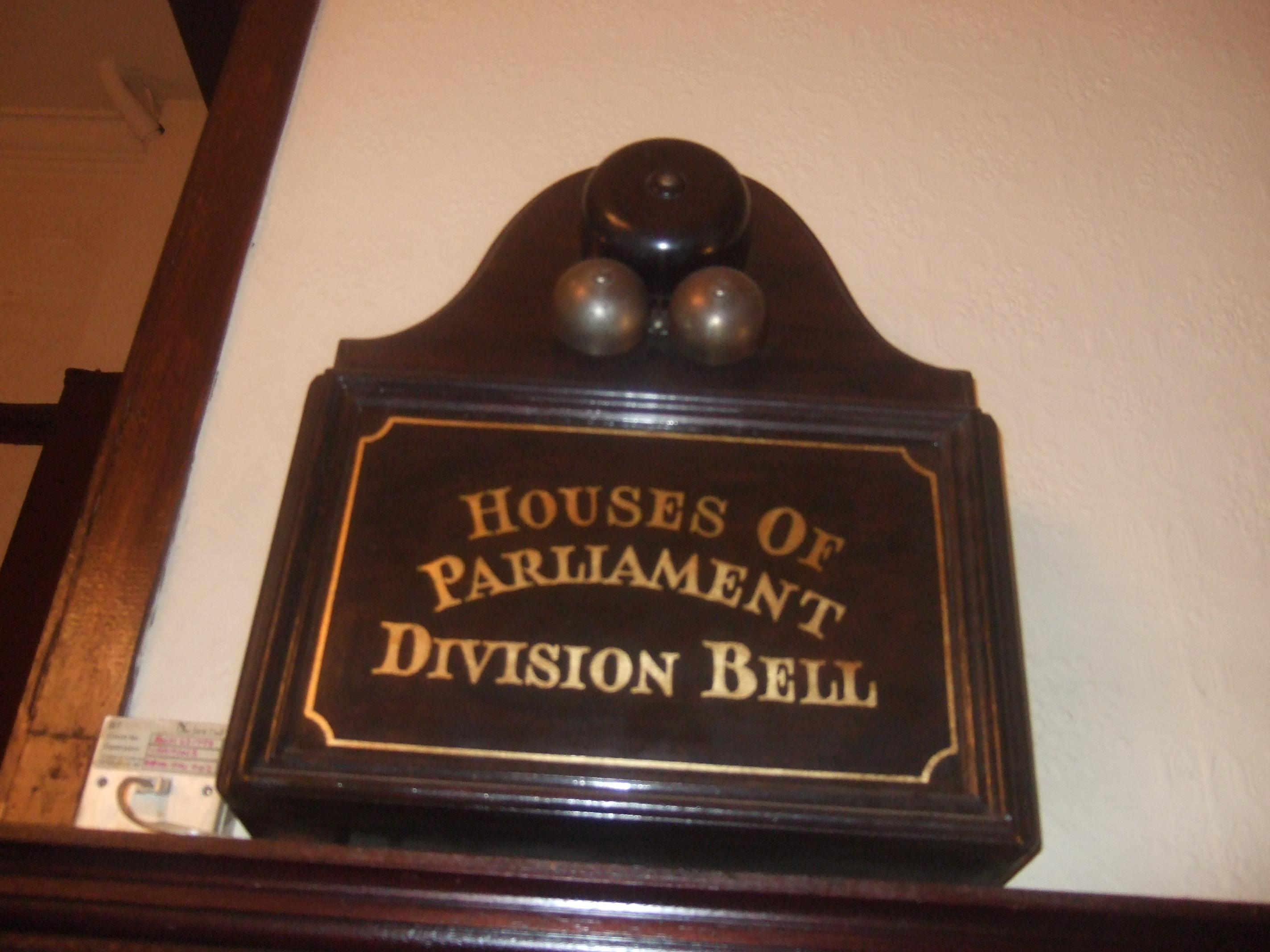
La division bell della Camera dei Comuni

La campana viene suonata nelle vicinanze del parlamento inglese e rappresenta l'inizio della votazione; i membri del Parlamento e della Camera dei Lords hanno otto minuti per raggiungere le rispettive sedi di votazione e votare contro o a favore di una determinata risoluzione. La chiamata alla division viene altresì riprodotta ovunque all'interno dell'edificio del Parlamento.
A causa della concessione di tempo i parlamentari, in effetti, possono trovarsi in uffici, ristoranti, pub o negozi nelle vicinanze, e alcuni di questi locali possono avere una propria division bell collegata a quelle che si trovano entro i confini del Parlamento. Altri usano un sistema di cercapersone coordinati dall'ufficio del Whip di ciascun partito.
I quartier generali dei maggiori partiti sono tutti a portata di tiro della division bell e questa area definisce all'incirca i limiti geografici della cosiddetta Westminster Bubble.
Alla fine del XIX secolo tre trasmettitori della division bell vennero fabbricati dal General Post Office su richiesta del governo. Questi vennero numerati 1, 2 e 3. Due vennero distrutti da una bomba nel 1941 e sostituiti con copie che portavano i numeri 4 e 5. Il numero 5 esiste ancora mentre non si conosce la sorte del numero 4.
Il BBC Antiques Roadshow (presso la Banqueting House) espose nell'ottobre 2007 nella Withehall l'originale trasmettitore numero 1, proveniente dalla Camera dei Comuni. L'esperto Paul Atterbury, con l'aiuto della baronessa Betty Boothroyd, Speaker della Camera, dimostrò l'autenticità dell'apparecchio, il cui prezzo fu valutato in circa 15.000 sterline.

## In Australia
Sia il parlamento federale che quelli statali usano delle division bells elettroniche. Negli stati con parlamento bicamerale, e nel parlamento federale, delle luci verdi e rosse collocate vicino alla division bell lampeggiano per indicare quale camera viene chiamata. Il Queensland e i Territori, che hanno un parlamento unicamerale, non necessitano della luce rossa che simboleggia la camera alta. Le campane vengono suonate all'inizio di una seduta, perché un membro ha impugnato una votazione (chiamata division) o perché non ci sono abbastanza membri nella camera per raggiungere il quorum.
Nel parlamento del Nuovo Galles del Sud, la division bell è elettronica e suona in maniera diversa per le votazioni dell'Assemblea e del Consiglio.